# Classe Luzhou
La classe Shenyang o Tipo 051C (nome in codice NATO: Luzhou) è una classe di cacciatorpediniere lanciamissili multiruolo, di fabbricazione cinese, sviluppata negli anni duemila entrata in servizio nella Marina militare cinese a partire dal 2006 ed il cui nome in codice è divenuto, in Occidente, più noto dell'originale denominazione di progetto. 
Progettati per neutralizzare unità avversarie di superficie e sottomarine nonché per fornire difesa aerea di area e di punto, sono un'evoluzione delle unità di classe Tipo 052B. 
La classe, composta da due sole unità, ha costituito il banco di prova per la messa a punto delle tecnologie e degli apparati produttivi dei più moderni cacciatorpediniere Tipo 052C coi quali prestano servizio attivo.

## Caratteristiche

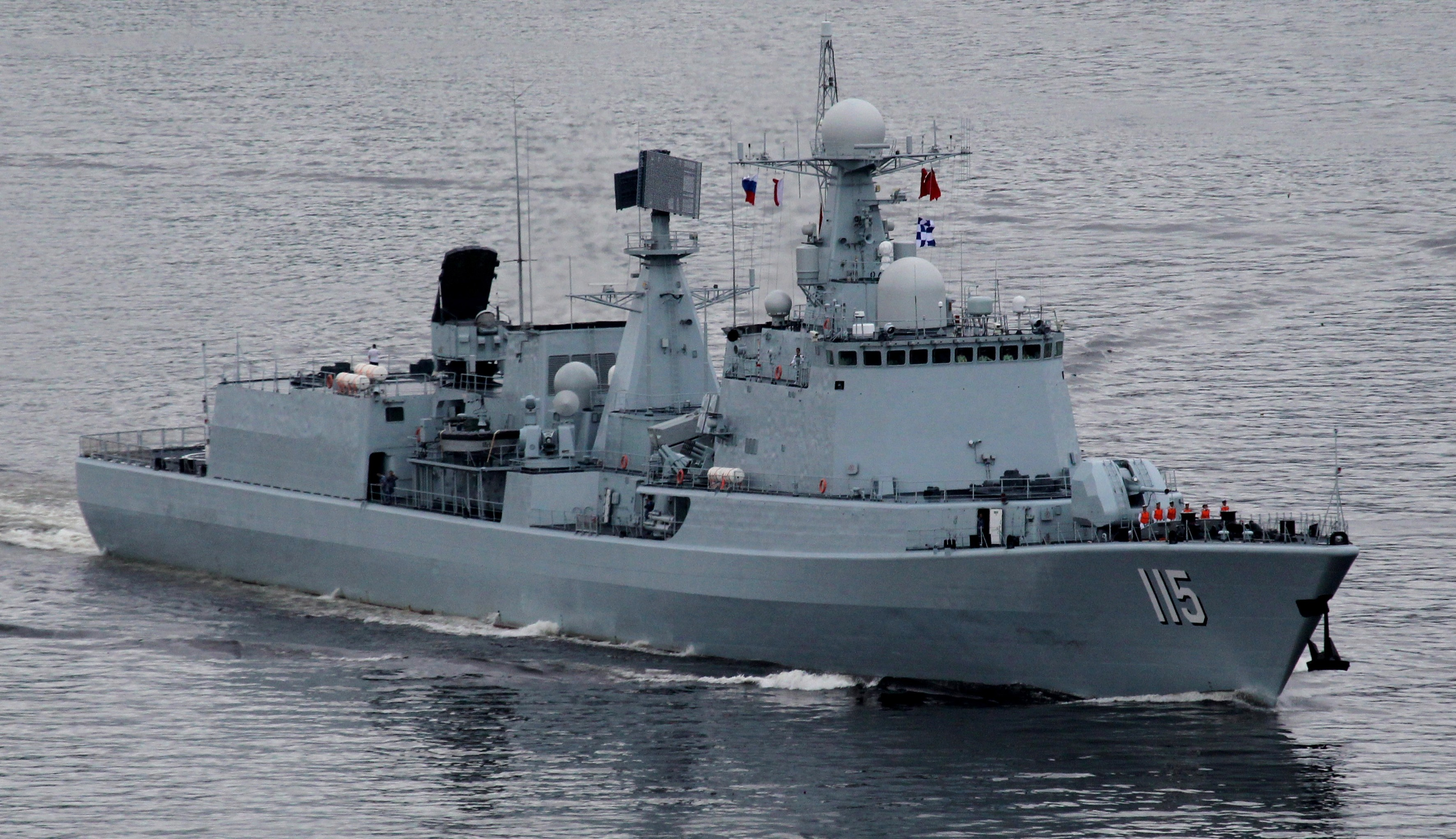
Il Shenyang (DDG-115) in navigazione al largo di Vladivostok nel 2015

Già alla fine degli anni 1990, gli esperti navali cinesi iniziarono la progettazione di un cacciatorpediniere di costruzione nazionale armato con missili antiaerei a lunga gittata per la protezione delle formazioni navali sulle lunghe distanze, incarico affidato per il momento ai quattro cacciatorpediniere classe Sovremennyj comprati dalla Russia tra il 2000 e il 2005; in particolare, il nuovo cacciatorpediniere avrebbe dovuto ospitare il nuovo sistema missilistico antiaereo HQ-9, una copia cinese del russo S-300, associato al nuovo sistema radar phased array Type 346. I Luzhou ripresero il progetto del precedente Shenzhen, unica unità della classe Luhai (Type 051B) ad essere entrata in servizio, ma con un disegno più moderno delle sovrastrutture e dimensioni leggermente aumentate; i Luzhou furono intesi fin dall'inizio come unità di transizione volte principalmente alla sperimentazione del sistema HQ-9, e la loro costruzione fu sospesa non appena i più prestanti cacciatorpediniere classe Luyang II (Type 052C) iniziarono a entrare in servizio.
Lo scafo a ponte continuo dei Luzhou è lungo 155 metri e largo 17, per un pescaggio di 6 metri e un dislocamento a pieno carico di 7.100 t. Le sovrastrutture, che presentano alcune soluzioni tipo "stealth", sono costituite da un torrione di comando integrato con un albero a tronco piramidale, due fumaioli inframezzati dall'albero principale sempre a forma piramidale, e una sovrastruttura di poppa che ospita parte dei sistemi missilistici; all'estrema poppa è presente una piattaforma per l'appontaggio di un elicottero Kamov Ka-28, ma la massima priorità data ai sistemi missilistici ha impedito di installare sulle unità un hangar per il suo ricovero. L'apparato motore, analogo a quello dello Shenzhen, è del tipo CODOG basato su due turbine a gas tipo UGT 16.000 modello DT-59 da 22.500 hp, progettate dal complesso ucraino Zorya-Mashproekt, accoppiate con due motori diesel tedeschi MTU 16V 1163 TB 82 da 4.865 hp; l'apparato propulsore può spingere le unità fino a una velocità massima di 30 nodi.

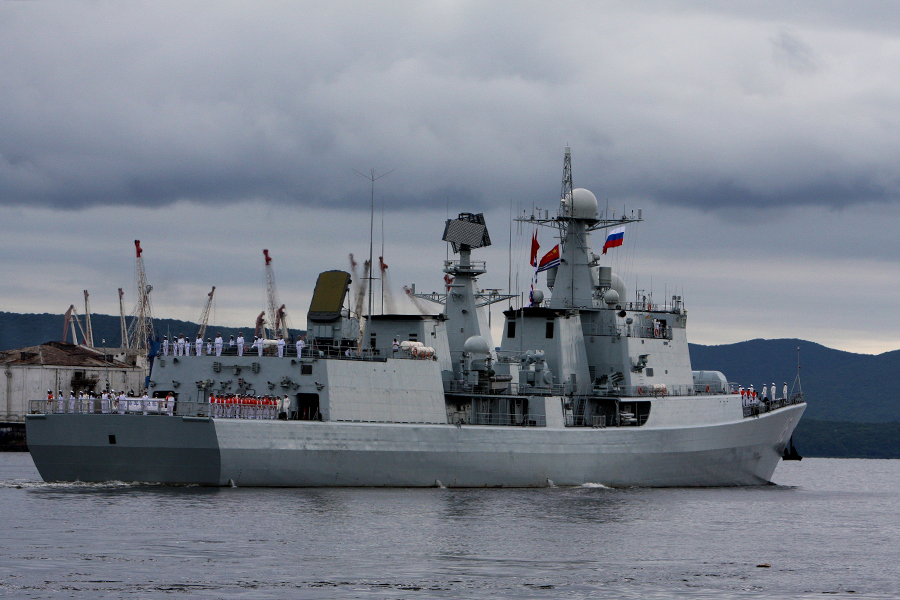
Il Shenyang visto di poppa

La ragion d'essere dei Luzhou è l'apparato missilistico antiaereo a lungo raggio HQ-9, cui sono subordinati tutti gli alti sistemi: sono presenti sei complessi di lancio verticali (Vertical Launching System) a otto celle rotanti tipo B-204, di progettazione russa e già installati sugli incrociatori classe Slava, di cui due collocati a prua davanti al torrione della plancia e quattro nella sovrastruttura di poppa, per un totale di 48 missili pronti al lancio. Il sistema missilistico antinave è ridotto a otto lanciatori per missili C-803, collocati nello spazio tra il fumaiolo di prua e l'albero principale, mentre l'apparato di artiglieria comprende un cannone da 100/56 mm, collocato in una torre a prua davanti al torrione di plancia, e due sistemi CIWS da 30 mm per la difesa antimissile a corto raggio, collocati su due mensole ai lati dell'albero principale; la difesa anti-sommergibile, piuttosto ridotta, è affidata a due complessi lanciasiluri tripli da 324 mm.
Il radar principale, la cui antenna è collocata sull'albero centrale, è un sistema M2EM, copia cinese del russo MR-760 Fregat; sopra la plancia è presente un radome che ospita un radar tipo Mineral per la guida dei missili antinave, mentre sull'albero integrato nel torrione è presente un radar Type 364 per la ricerca aerea e di superficie, protetto anch'esso da un radome. La guida dei missili HQ-9 è affidata a un radar russo tipo 30N6/30N6-1 (nome in codice NATO "Tomb Stone"), la cui voluminosa antenna rotante ribaltabile è collocata sopra la sovrastruttura di poppa: il sistema può controllare contemporaneamente fino a 12 missili contro sei bersagli diversi a una distanza di 120 chilometri, o intercettare missili in volo a 10 metri di quota a una distanza di 23 chilometri. L'apparato sonar, ridotto alle sole esigenze di auto-difesa, è rappresentato da un sistema a media frequenza attivo-passivo SJD-8/9 collocato nel bulbo di prua.

## Unità
| Nome               | Cantieri | Varo             | Entrata in servizio | Flotta                    | Status |
| ------------------ | -------- | ---------------- | ------------------- | ------------------------- | ------ |
| Shenyang (115)     | Dalian   | 28 dicembre 2004 | 1º gennaio 2006     | Mar Cinese Settentrionale | Attivo |
| Shijiazhuang (116) | Dalian   | 26 luglio 2005   | 22 gennaio 2007     | Mar Cinese Settentrionale | Attivo |

## Utilizzatori
Cina
- Marina dell'Esercito Popolare di Liberazione

A dicembre 2022, 2 esemplari in servizio attivo.